# 南岔站
南岔站，位于中华人民共和国黑龙江省伊春市南岔县，是绥佳铁路、南乌铁路上的火车站，建于1943年。车站为哈尔滨局集团佳木斯车务段管辖的一等站，承担着绥佳、南乌铁路干线的列车解体、编组、客货发送任务。
车站曾经为规模二级三场的编组站，主要担负鹤岗、双鸭山两大煤矿的煤炭、三江平原的粮食、伊春林区木材的运输中转任务。2008年后，南岔站不再纳入铁道部全路主要编组站范围。目前车站规模一级二场，到发场设10条股道，包括2条正线、1座基本站台和1座中间站台，通过进出站天桥连接；调车场设12条调车线和3条编发线；货场位于站房同侧，设货物线4条，另有8条铁路专用线在本站两端咽喉区接轨。

## 車站周邊
- 伊春市第三人民医院
- 南岔公路客运站
- 伊春市实验中学
- 伊春市第二中学
- 月牙湖公园